# 赫伯特·胡佛
赫伯特·克拉克·胡佛（英語：Herbert Clark Hoover，1874年8月10日—1964年10月20日），曾為自己取漢名胡華，现通譯胡佛，第31任美国总统。美国歷史上唯一一位會說汉语的总统。共和党籍。除从事政治外，还是采矿工程师和作家。曾任沃伦·G·哈定和卡尔文·柯立芝两届总统的商务部长，其间打出“经济现代化”的旗号推动政府干预经济。在1928年总统选举中，此前从未经选举而担当政府职位的胡佛轻松赢得党内提名，并在国内一片欣欣向荣的乐观气氛中完胜民主党候选人阿尔·史密斯当选总统。他是美国迄今为止由内阁部长晉升为总统的唯一一人。
胡佛作为专业工程师，奉进步主义思潮所提倡的效率运动（Efficiency Movement）为圭臬，深信政府和经济充斥着低效与浪费，其改善则須藉由有关专家对这些问题的识别并解决。1929年10月，即他当选八个月后，华尔街金融恐慌爆发。胡佛试图通过市场的自由運作来战胜随后而来的大萧条，但他的政策在其任期内并未带来任何起色。
1932年美國經濟很差，但胡佛依然有大多數報紙的支持，因報社老闆多為共和黨人，但最終在1932年总统选举中仍被富兰克林·罗斯福所击败，結束共和黨自1860年來的長期執政。历史学家大多相信胡佛输掉连任主要是因为他未能抑制经济下滑和人们对禁酒法的普遍反对。胡佛的其他缺点还包括缺乏吸引对选民的魅力，以及不善于与其他政治家合作等。因此儘管胡佛在杜魯門與艾森豪時期的表現使其聲望有所恢復，但在至今对美国总统的历史排名中，胡佛的排位通常都很低。

## 生平

### 早年

胡佛，约1877年

1874年8月10日，赫伯特·胡佛生于艾奥瓦州的西布兰奇。他是第一位生于密西西比河以西的美国总统，也是至今唯一一位生于艾奥瓦州的总统。父亲杰西·胡佛（Jesse Hoover）是一位铁匠和农具店店主，系德国-瑞士裔；母亲赫尔达·明索恩（Hulda Minthorn）则生于加拿大安大略省的诺里奇，为英格兰-苏格兰裔移民后代。夫妇均为贵格会教徒。
胡佛的父母于1880年、1884年先后病逝，这使他年仅9岁就成了孤儿。之后，他先是和祖母在普利茅斯縣的金斯利（Kingsley）生活了一段短暂的时间，随后又与叔叔艾伦·胡佛（Allen Hoover）在西布兰奇一起住了一年半。1885年11月起搬到俄勒冈州的紐貝格市与之前一年刚丧失爱子的舅舅约翰·明索恩（John Minthorn）一起生活。胡佛在教友会太平洋学院（Friends Pacific Academy，今乔治·福克斯大学的前身）上了两年学，然后到他舅舅位于塞勒姆的不动产公司打杂。尽管从未上过高中，但胡佛坚持上夜校，并学习了簿记、打字和数学。
1891年斯坦福大学建校开学，胡佛作为第一批学生被免予学费入学。胡佛自称他为斯坦福的「第一个」学生，理由为他是宿舍楼中第一个班的第一个学生。他在学校中担任棒球和橄榄球队的学生经理，还于1892年参加了首场斯坦福和伯克利一年一度的校间橄榄球对决。作为棒球队经理，胡佛还经历过这样一件趣事：1894年的一场比赛之后，他发现球票收入对不上账—一位观众没有交25美分的票钱。他追上这位观众要钱，才发现这个人正是一年前刚刚离任的前总统本杰明·哈里森。那时，哈里森正在斯坦福教授法律。后来回忆起这次邂逅，胡佛说那是他“第一次和伟人在一起。”1895年，胡佛被授予地质学学位并从斯坦福毕业。
採礦工程师

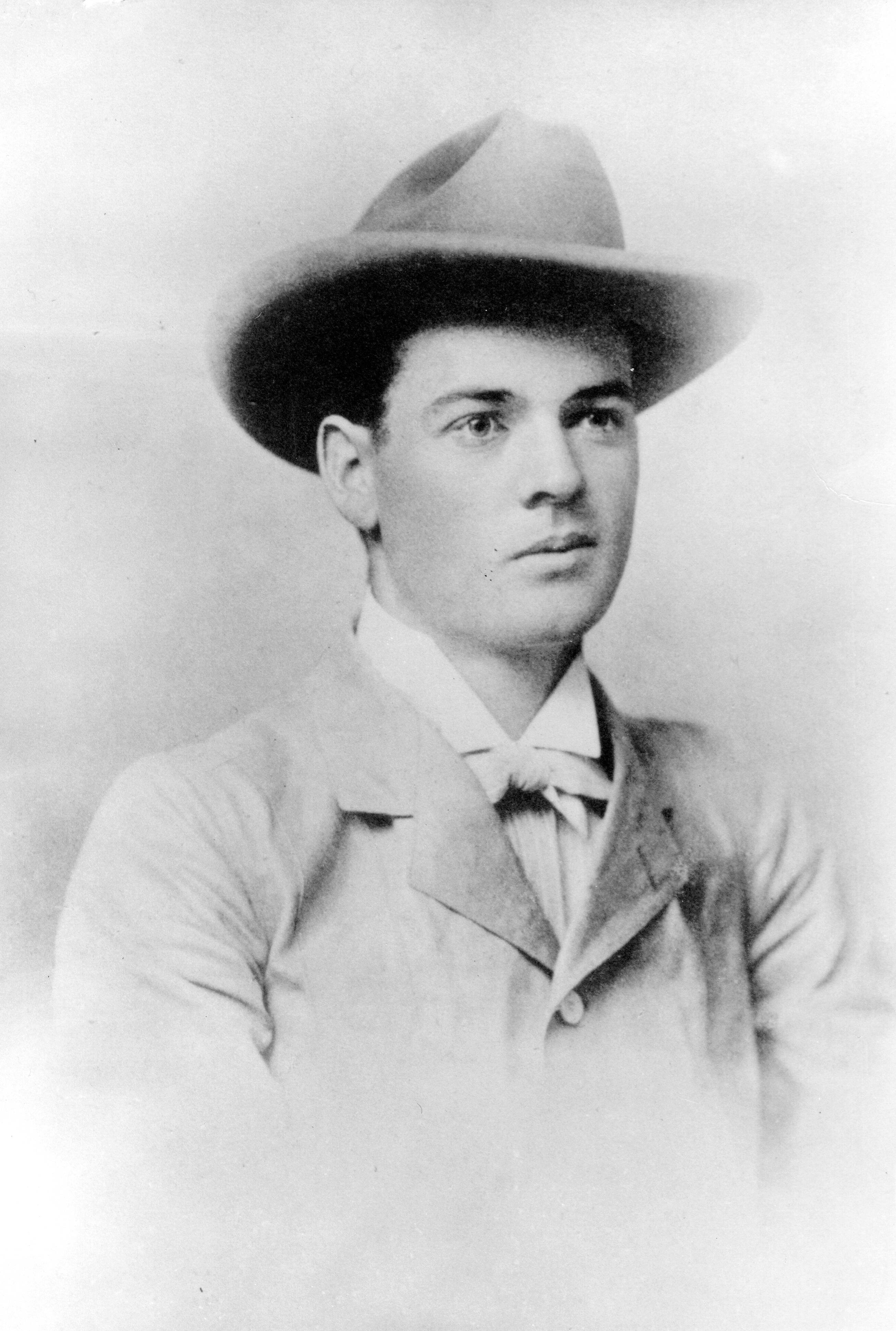
23岁的胡佛（摄于1898年的柏斯）

1897年，胡佛作为伦敦一家采矿公司墨林公司（Bewick, Moreing & Co.）的工程师前往澳大利亚。兼为地质学家和采矿工程师，胡佛负责在西澳大利亚寻找可投资的金矿。他23岁即被任命为采矿经理，领导一个瓦利亚之子采矿公司（Sons of Gwalia）所属金矿的扩建项目。该金矿位于西澳的瓦利亚（Gwalia）。为节约成本和抵消澳州本土矿工工会运动的影响，他引入了大批意大利移民。他相信“意大利人和其他人间的竞争有着不是一般的好处。”，还称“意大利矿工的素质比其他矿工足高出百分之二十。”在澳洲，他曾于Big Bell、Cue、Leonora、Menzies及Coolgardie等金矿工作。
1899年，胡佛与大学同学卢·亨利结婚。婚后夫妇前往中国天津，在那里胡佛任墨林公司驻华代表，并受聘于开滦公司担任技术顾问。1900年，义和团运动爆发，胡佛被困于天津，他的住所周围几乎有一个月的时间处于战火之中。因职业关系使他具有丰富的关于恶劣地形的知识，胡佛还曾协助八国联军在天津的军事调动。胡佛之后通过诈骗取得清国开滦煤矿股权（存在争议）。此事后来在美国国会还被作为政敌攻击他的理由。
1901年胡佛成为墨林公司的合伙人，负责公司在澳大利亚的各类项目。1905年8月至9月间，胡佛想出了一个技术创新。当他参观新南威尔士州布罗肯希尔的一个铅银矿场时，胡佛发现开采的铅银矿石中有大量的锌。而这些锌因无法提取而只能作为矿渣倒掉。胡佛随后设计了一个工艺过程，利用当时尚属新式的泡沫浮选法来处理这些矿渣以提取锌。后来，他和威廉·贝鲁（William Baillieu）等人合伙创建了“锌公司”（Zinc Corporation）。这家公司日后几经合并成为力拓集团的一部分。
1908年，胡佛成为一名独立的采矿顾问，前往世界各地帮助考察，直到1914年一战爆发为止。他还在哥伦比亚大学和斯坦福大学讲学，其课程讲义于1909年以《采矿原理》为题出版。这本书也成为一本采矿学标准教材。1912年还和妻子一同翻译了德国矿冶学家格奥尔格·阿格里科拉于1550年以拉丁文撰写的采矿学经典巨著《论矿冶》。这个英译本提供了大量历史背景内容，是迄今《论矿冶》一书最为重要的学术译本，故仍在出版之中。
成为慈善家
1914年8月一战爆发后，胡佛帮助组织了约12万旅欧的美国公民—当中有游客、学生、商人和其他人返回美国。五百多名义务工作者在他的领导下负责分发食物、衣服、船票和现金。胡佛后来说：“我当时并未认识到，但在1914年8月3日这一天，我的职业生涯永远地结束了。”胡佛喜欢如此总结独裁和民主的差异：独裁由上而下地组织，民主则是由下而上。
在1914年秋天遭到德国入侵后，比利时开始面临严重的食物短缺。胡佛遂参与比利时救济委员会的工作，展开了一次前所未有的救济行动。当时，虽然委员会的主席是比利时人Emile Francqui，但胡佛为实际的行动带头人。救济委员会的月预算达1100万美元，主要来自私人捐款和政府援助。它还有自己的旗帜、海军、工厂、磨房和铁路，俨然成了一个救济共和国。
在随后的两年中，胡佛在伦敦每天工作14个小时，为九百万战争受害者管理分派了约250万吨食物。作为一种早期的“穿梭外交”，他四十次横渡北海与德国当局接触，恳请他们允许食品运输。他成为了一个国际英雄。比利时的勒芬市还把一座重要的广场以他的名字命名。
1917年4月美国参战后，时任总统伍德罗·威尔逊指派胡佛为食品管理局局长。胡佛相信“食物将赢得战争”，故设立了一些指定日期鼓励人们不吃特定的食物，从而确保前线的补给和避免在国内实施配给制。这些指定日期包括：无肉星期一（meatless Mondays）、无麦星期三（wheatless Wednesdays）、以及“拿不定主意就吃馬鈴薯（when in doubt, eat potatoes）”。尽管胡佛多次命令宣传部门不要提及他个人的姓名，但这些举措还是被政府公关人员称作“胡佛化”（Hooverization）。
战后，胡佛作为巴黎和会下辖最高经济顾问委员会（Supreme Economic Council）和美国救济管理局成员，组织向中欧地区数以百万计的饥饿人口运送粮食。他利用一个新成立的贵格会组织，美国教友派服务协会，来运作在欧洲的大部分物流运输。
胡佛为战后的德国人民提供食物，还在1921年为俄国遭受饥荒的布尔什维克控制区给予救济。参议院多数党领袖亨利·加博·洛吉和其他共和党成员反对他救济俄国。当被问及是否这不会变成对布尔什维克的帮助时，胡佛驳斥道：“两千万人在挨饿。不管他们是什么政治，他们总得吃饭！”战争结束时，纽约时报命名他为“最重要的十位活着的美国人”之一。
当1919年回到祖国时，胡佛面对的是一个充满政治机会的世界，民主党把他视作下届总统的有力人选，威尔逊总统本人也倾向于让胡佛当他的继承人，当时纽约州正在升起的一颗政治新星富兰克林·罗斯福也曾断言：“不可能有更好的人选了。”胡佛虽曾短暂考虑过加入民主党，但他相信1920年共和党将取胜，因此决不能站错队。另外，他还坦承一个让他无法加入民主党的原因是他小时候镇上唯一的民主党人是个醉鬼。
胡佛还认识到他有着一个独一无二的机会来收集关于大战及其后果的信息。1919年，他在斯坦福大学建立了“胡佛战争文献集合”。他贡献了所有比利时救济委员会、美国食品管理局以及美国救济管理局的文件，外加五万美元的个人捐赠。一些学者被派往欧洲以收集各类关于战争和战后所发生之革命的易失信息，包括宣传册、社会出版物、政府文件、报纸、海报和公告等等。该文献集之后被重命名为胡佛战争图书馆，并最终成为胡佛研究所。

### 政治生涯

#### 1920年大选
1920年胡佛拒绝了民主党的邀请，宣布自己为共和党人并将参选总统。实际上，胡佛自战前即为注册共和党员，尽管他未在1912年大选时支持共和党候选人塔夫脱，而是投票给自共和党出走的西奥多·罗斯福。
胡佛在加州的初选中表现良好，几乎击败人气极旺的参议员海勒姆·约翰逊。但是由于输掉了家乡州的选举，他在共和党大会上并未受到足够关注。会上，两位主要候选人伊利诺伊州州长佛兰克·O·洛德和前陆军参谋长伦纳德·伍德将军竞争激烈，局势一度胶着。但即便如此，也少有代表考虑以提名胡佛作为妥协方案。大会最终提名哈定代表共和党参选。胡佛尽管对哈定的能力表示担忧，但还是公开地支持他，并曾两次代表哈定发表演讲。
此后，虽然胡佛始终不能认可哈定适合当总统，但两人还是成为了朋友。1923年胡佛还陪伴哈定进行了最后一次国内旅行。当行至旧金山后，哈定突然心脏病发作，胡佛第一个提出需要专业医师救护，并在确认哈定已离世后通知了白宫总统的死讯。最后，胡佛带领着大批知名人士护送哈定的遗体返回华盛顿。

#### 商务部长

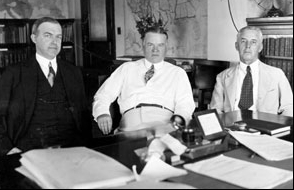
助理威廉·麦克拉肯（左）和沃尔特·德雷克（右）与商务部长胡佛（中）

哈定当选之后，出于对胡佛助选的回馈，提出由胡佛选择担任内政或商务部长。胡佛最终选择了商务部长一职，並创建了许多商务部下属机构和委员会，負責监督並管理从生产报告、人口统计到无线电广播和航空旅行的几乎所有事务。在担任商务部长期间，胡佛革命性地重新定义了商业和政府的关系。与他三位前任罗斯福、塔夫脱和威尔逊对商业界的敌对态度不同，胡佛设法把商务部打造成一个强有力的服务组织，以帮助构筑政府和企业间面向合作的义务伙伴关系。这一行政哲学常被称为“结社主义”（Associationalism）。
许多胡佛担任商务部长期间的举措都以在政府和企业内消除浪费、提升效率为目标。这些措施包括减少因为贸易争端和季节性波动而导致的劳工损失、减少因工伤事故造成的产业损失、以及减少开采和运输当中遗洒的原油。他还成功地在产品和设计标准化领域推广进步主义理念，热情地支持建立咨询和帮助性的海外分支部门来为国际贸易提供便利。此外，胡佛特别对于在国际上推销好莱坞电影情有独钟。
待胡佛的商务部长任期结束时，他已经彻底提升了商务部的地位。这从1930年代罗斯福时期专门在华盛顿特区联邦三角地带为商务部修建的现代化办公楼上可见一斑。胡佛成为當時美國國內最为耀眼的人物，其光辉经常盖过总统哈定和柯立芝。一些政府里的人甚至打趣称胡佛是“商务部部长...兼其他各部副部长”。有人更认为胡佛是美国历史上最好的一任商业部长。迄今为止，胡佛也是美国唯一一位曾在内阁任全职，而后被推选为总统的人物。
住房
胡佛和其他有关组织和机构合力在全国展开“住者有其宅”（Own Your Own Home）运动，鼓励人们购买独立住宅。他还和银行家及储蓄与贷款行业合作推广长期购房贷款，极大刺激了住宅房地产的建设。
交通与广播

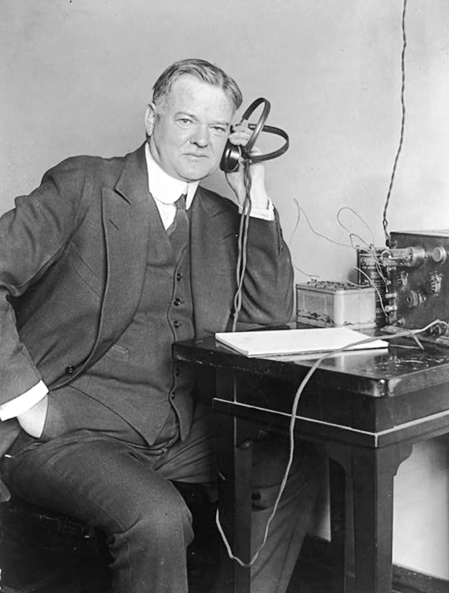
胡佛正在听无线电接收器

1924年和1926年，胡佛作为商务部长主持了两次道路交通会议，这些会议后被统称为国家街道与高速公路安全会议（National Conference on Street and Highway Safety）。起初，胡佛的主要目标是降低不断上升的交通事故伤亡率。但会议议题很快就扩大化，覆盖机动车车辆标准、道路规则和城市交通管理。胡佛让相关利益集团的代表自行磋商协议，然后再把这些协议交由州和地方批准。由于当时汽车行业协会的组织最为完善，会议所达成的共识大多真实反映了制造商的利益。会议发布了一部模范统一车辆法规（Uniform Vehicle Code）交由各州批准，以及一部模范城市交通条例（Municipal Traffic Ordinance）来供各市采纳。这两部影响极为深远的法规促进了不同司法管辖区间的统一，并帮助树立了车辆在城市街道中的优先权。
除道路交通外，胡佛还在一些其他的新兴交通和通信产业的早期规划与政府扶植中起到了关键作用。随着航空业的发展，他主持过一次航空产业会议，以推进建立相关规则和规范。胡佛还举办过若干次无线电会议，以协调和促进无线电广播的组织、发展及管理。
密西西比洪水
1927年初，密西西比河发生洪水。河岸堤防崩溃，数以百万计英亩的田地被淹，几千人无家可归。尽管应对这种天然灾害并非商务部的职责范畴，但密西西比河沿岸六州的州长点名要求胡佛组织救援。柯立芝遂派遣胡佛前往受灾地动员州和地方当局、民兵、军队工程人员，海岸警卫队及红十字会救灾。
在洛克菲勒基金会的资助下，胡佛组建了一支医疗工作队以控制灾区疫情。这支工作队在很多地区都有效扑灭了疟疾、糙皮病以及伤寒等灾后流行病。这期间，胡佛的抗灾事迹登上几乎所有地方报纸的头版，人们纷纷地再一次向这位慈善家报以掌声。对此，胡佛强调救灾工作之所以能取得巨大成功并非在于政府的及时介入并提供一切援助，而是因为许多私人或私有团体响应胡佛的号召而提供了大量支援。“我想我本来该叫军队来帮忙的，”胡佛说，“可是，当我只需到街上喊一声的时候，我又何必这样做呢？”
但在救災期間，胡佛並未給受災的黑人以同等的援助，有一些非洲裔美国人甚至受到了非人的对待。胡佛很清楚一旦这一信息暴露给公众，他成为总统的政治前景必将蒙上阴影。因此，他和塔斯基吉学院的校长暨布克·华盛顿的继任罗伯特·摩顿（Robert Moton）达成了一个协议：后者帮助受灾黑人远离公共视线，前者则答应一旦他当选总统将让非洲裔美国人拥有前所未有的影响力。作为华盛顿妥协哲学的继承人，摩顿答应了这一交换，开始积极地压制一切有关黑人受到非人待遇的消息。然而，胡佛在大选后背弃了他的诺言。这导致1932年大选时大批黑人选民抛弃自林肯时代以来的亲共和党传统，开始转为支持民主党。

#### 1928年大选
共和党初选
柯立芝于1927年拒绝了竞选以连任第二个完全任期（他因接替病逝的哈定而在1924年大选前担任过半期总统）。尽管柯立芝本人对他态度冷淡，但这并不妨碍胡佛成为1928年大选共和党的领先候选人。胡佛的唯一有力挑战者是前伊利诺伊州州长佛兰克·O·洛德，此人曾于1924年大选时拒绝共和党副总统候选人提名；但即便如此，洛德的竞选经理还是只能抱怨报纸上“除了胡佛和弗莱彻牌泻药（Fletcher's Castoria）外就没别的了”。胡佛的声誉、经验和人气确保了他在第一轮党代会投票就获得了提名，竞选伙伴为参议员查尔斯·柯蒂斯。
在得到总统提名后，胡佛发表了演讲。其中就贫穷问题他这样说道：
|  | 今天，我们美国人比历史上任何一个地方都更加接近永远地战胜贫穷。救济院正在消失，我们还没有抵达目标，但过去八年的政策给了我们一个向前的机遇。在上帝的帮助下，我们应当很快就看到贫穷从这个国家中被驱逐出去的一天。 |

大选
胡佛的大选对手是民主党代表阿尔·史密斯。史密斯由于信仰天主教而遭到一些新教徒社区的反对，这也成为了对胡佛有利的因素。竞选中，尽管胡佛打出效率和繁荣牌作为他的从政纲领，但双方都标榜自己亲商业、发誓改善农民民生、改革移民法、以及继续维持美国的孤立外交政策。两个人最大的理念差异在于对禁酒法的态度。史密斯反对禁酒，要求撤销禁酒法；而胡佛在公开场合对禁酒给予支持，称之为一次“意图高尚的实验”。很少為选民所知的是，胡佛在私下对于禁酒热情不高。在商务部工作时，他经常在下班后拜访比利时大使馆见一些朋友。在那里，由于是法定外国领土，胡佛可以喝上一杯再回家。
史密斯对禁酒法的态度给了胡佛支持者一个攻击他的主要论据。从民众角度来讲，人们或许更倾向于攻击史密斯的宗教信仰。但是，由于第一修正案保护宗教信仰的自由，这种攻击对于严肃的竞选者来说由于其政治不正确而无法采纳。不过，给史密斯贴上“反禁酒的醉鬼”这类标签倒是毫无问题。在禁酒问题上，胡佛还得到了妇女基督教戒酒联合会（Women's Christian Temperance Union）及反沙龙联盟（Anti-Saloon League）的支持。
历史学家认为，胡佛之所以能在1928年大选中取得58%普选票的压倒性胜利，一方面是因为他的个人声誉和当时繁荣的经济形势，另一方面则是因为民主党内部在宗教和禁酒问题上产生了分裂。胡佛甚至拿下了诸如佛罗里达、弗吉尼亚、得克萨斯和田纳西这样的民主党的传统南方票仓。广告经理和作家布鲁斯·巴顿（Bruce Barton）曾说：“美国人知道选史密斯他们能更开心，但选胡佛他们能捞更多的钱。”

#### 总统任期

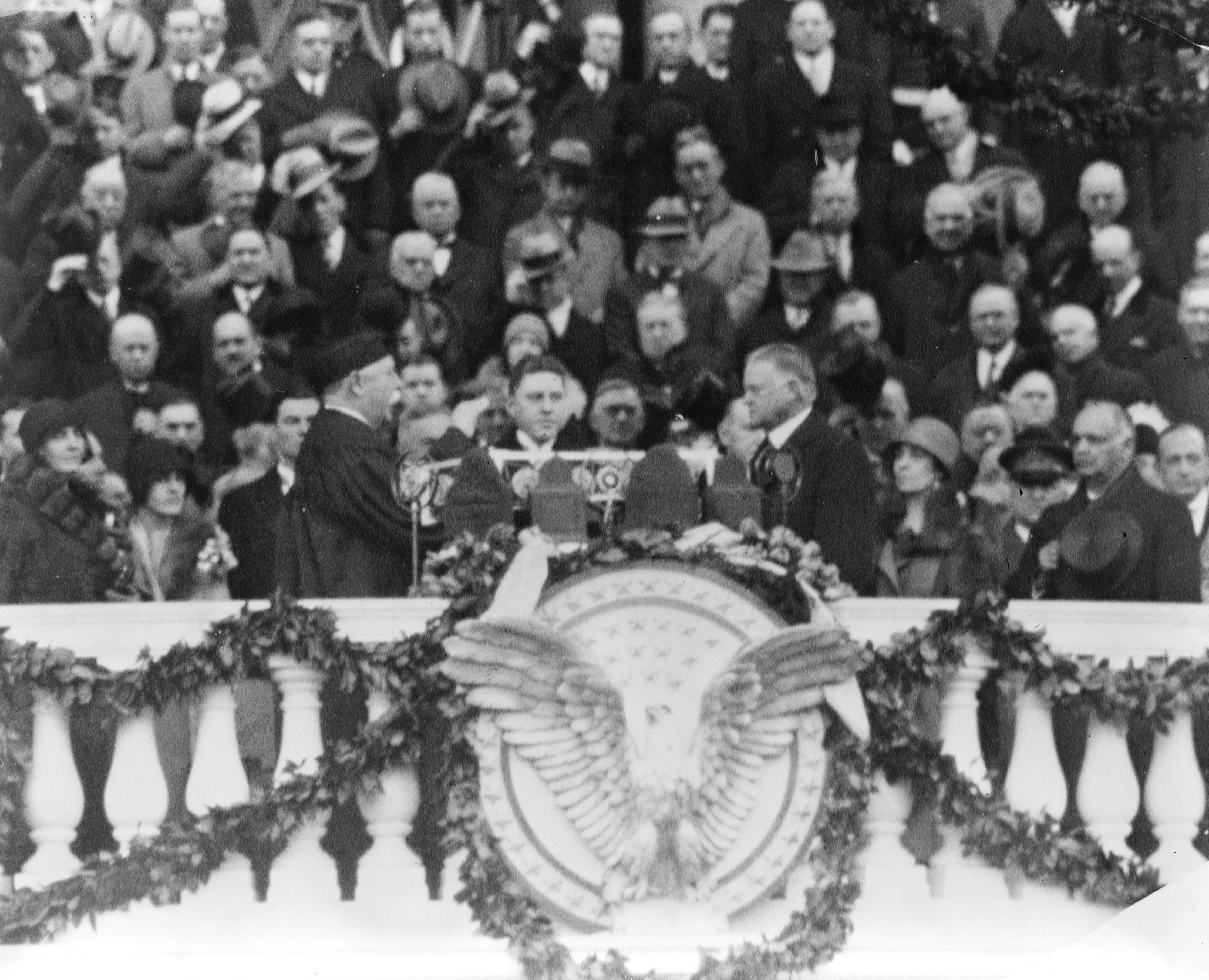
胡佛就职典礼

进入白宫第一天，胡佛就召开记者招待会，誓言要把政府与媒体的关系推向一个“新阶段”。胡佛要求新闻界选出一个记者委员会，来为白宫记者招待会提出改进建议。胡佛还拒绝使用发言人，而是直接与记者对话，并在每次会前向记者们分发一个文本，扼要记述了总统将于会上所作的声明。在胡佛执政后的头四个月中，他举办记者招待会的密度之大不仅超过诸前任总统，也是任何后任所未能及的。不过，1929年证券市场崩溃后胡佛就改变了这一媒体政策，不但大幅减少新闻发布会次数，而且开始过滤与会记者。

#### 内阁名单
| 职位     | 姓名                     | 任期      |
|          |                          |           |
| 总统     | 赫伯特·胡佛              | 1929–1933 |
| 副总统   | 查尔斯·柯蒂斯            | 1929–1933 |
|          |                          |           |
| 国务卿   | 亨利·刘易斯·史汀生       | 1929–1933 |
| 财政部长 | 安德鲁·W·梅隆            | 1929–1932 |
|          | 奥格登·L·米尔斯          | 1932–1933 |
| 战争部长 | 詹姆斯·威廉·古德         | 1929      |
|          | 帕特里克·J·赫尔利        | 1929–1933 |
| 司法部长 | 威廉·D·米切尔            | 1929–1933 |
| 邮政部长 | 沃尔特·F·布朗            | 1929–1933 |
| 海军部长 | 查尔斯·佛朗西斯·亚当三世 | 1929–1933 |
| 内政部长 | 雷伊·L·威尔伯            | 1929–1933 |
| 农业部长 | 亚瑟·M·海德              | 1929–1933 |
| 商务部长 | 罗伯特·P·雷蒙特          | 1929–1932 |
|          | 洛伊·D·切宾              | 1932–1933 |
| 劳工部长 | 詹姆斯·J·戴维斯          | 1929–1930 |
|          | 威廉·N·窦克              | 1930–1933 |

#### 主要政策
早在1928年11月当选总统之后，胡佛就制定了一个旨在改善国家管理机构的计划。作为进步主义者和改革运动家，胡佛把他的总统任期视为提升全体美国人生活水平的一次契机，而这种提升要借助政府管理和鼓励义工来实现。早在进入政界之前胡佛就批评过自由放任经济政策；当商务部长时他一直积极地倡导政府监管。现在，成为总统的胡佛可以更为有效地推广他的经济理念，并尤其致力于推动国会通过有关关税改革和给予农民补贴的议案。
国内政策
在税务政策上，提倡为低收入人口减税（未通过立法），并封堵了若干富人逃税漏洞。在司法方面，指示司法部和国税局以逃税罪名追查艾尔·卡彭，进而取缔其黑帮组织。组织司法部下辖的联邦监狱局并实施监狱改革。还在司法部成立反托拉斯处打击垄断。在劳工问题上，签署诺里斯-拉瓜迪亚法案以限制对劳资纠纷的司法干预。提议建立教育部（未通过立法）。在儿童和教育方面，发布儿童宪章，倡导不分种族和性别地保护所有儿童。召开会议讨论儿童健康和保护等问题。在人民福祉方面，提议通过联邦贷款清除城市贫民窟（未通过立法）。倡议为65岁以上老人给予每月50美元的补助（未通过立法）。召开会议讨论住房建设和扩大个人购房等问题。老兵医疗设施数翻了一番。在环境保护方面，指派了一个委员会规划自然保护区，该委员会共将约12,000平方公里和9,000平方公里的土地划为国家公园和国家林地。在交通和通信方面，就圣老伦斯海路问题与加拿大达成了一个条约，但未在参院得到批准。修建了旧金山-奥克兰海湾大桥。要求航空邮递业者采取更加严格的安全措施并提升服务质量。
胡佛的印第安人政策具有特殊的意味：胡佛本人为慈善家，而他的副总统又拥有部分印第安血统。贵格会的教义浸染令他相信印第安人应该实现经济上的自给自足。胡佛指派Charles J. Rhoads为印第安人事务局局长以重组该机构，支持后者有关同化印第安人的主张，并设法弱化印第安人事务中的政府角色。胡佛的目标是让印第安人成为真正的个人而不是从属于部落，并负担起1924年印第安人国籍法所赋予他们的公民责任。
此外，胡佛在任内还扩大了联邦公务员队伍的规模和覆盖面。取消针对政府土地的私人勘采租约。以及在科罗拉多河上修建水坝—后被命名为“胡佛水坝”。
外交政策
在外交方面，胡佛政府于1930年发布了克拉克备忘录。该备忘录本为柯立芝任内副国务卿乔舒亚·鲁宾·克拉克（J. Reuben Clark）于1928年所拟，但直到胡佛上任后才得以公开。克拉克备忘录针对西奥多·罗斯福的干涉主义作出了修正，强调所谓罗斯福推论并非门罗主义的一部分。这也成为后来富兰克林·罗斯福时代对拉美国家所采取的善邻政策之滥觞。胡佛还命令从尼加拉瓜和海地撤军；提议对拉美进行军事禁运；并建议列强裁减三分之一的海军军备（称作胡佛计划）。针对日本发动九一八事变侵占中国东三省，胡佛和国务卿亨利·史汀生确立了所谓胡佛-史汀生主义，称美国决不承认任何以武力夺占之领土。
在他的任期内，胡佛还调解了智利与秘鲁间围绕阿利卡和塔克纳的领土纠纷。根据1833年硝石战争结束后所签的《安孔条约》，阿利卡和塔克纳交由智利统治十年，十年之后经全民公决决定最终归属。但公决从未进行。经胡佛调停，两国于1929年签订《利马条约》，智利保留阿利卡，而塔克纳复归秘鲁。
1928年11月，胡佛开始了为期七周的拉美“亲善之旅”，以向南方国家解释他的经济和贸易政策。经阿根廷时，胡佛躲过了一次由塞维里诺·吉奥瓦尼（Severino Di Giovanni）领导的无政府主义者对他的刺杀。吉奥瓦尼等人打算炸毁他所乘坐的火车车厢，并已得到了一份胡佛的铁路行程表，其中详细记载了他抵达每一站的时间。不过，吉奥瓦尼未及安置炸药就事败被捕。胡佛本人从未提及过此事；他对阿根廷的赞美之词在东道主国和媒体都得到了良好反响。

#### 大萧条
胡佛对经济政策的态度主体上是基于志愿精神来维持。早在执政之前，胡佛即支持以公私合作来实现长期高效增长这一概念。他害怕过多的政府干预或强迫会剥夺企业的个性与独立，而在他眼中这两个要素正是美国价值的核心。因此，大萧条的到来不仅是对国家经济，也是对胡佛的理念的考验。虽然据胡佛在其回忆录中的说法，危机伊始，他拒绝了财政部长安德鲁·W·梅隆“弃之不管”的建言，但是，一些批评家（如自由派经济学家保罗克鲁格曼）则批评在秉持自由放任的经济观这一点上胡佛与梅隆其实是相同的。为抑制大萧条所导致的经济剧烈下滑，胡佛做出了多种尝试，但几乎无一奏效。当萧条初期经济形势急速恶化的时候，胡佛拒绝了通过立法给予援助—他相信这会使民众变得依赖联邦政府。胡佛所采取的方法是与商界合作制订了许多基于志愿原则的对策，鼓励州和地方政府做出反应，以及加速联邦工程建设。直到他的任期快结束时，胡佛才开始支持一系列的立法解决方案。
1929年，胡佛批准了墨西哥裔人口遣返计划（Mexican Repatriation program）。这一计划旨在减少墨西哥裔人口造成的就业竞争，并降低市政援助的负担。计划一直实施到1937年，其间共有50万墨西哥人和墨西哥裔美国人被送回墨西哥，其中大部分都是被强迫离开的。
1930年6月国会通过了斯姆特-霍利关税法，胡佛签署了该法案。这项法律提高了数千种进口商品的关税税率，意在通过增加进口商品的价格来鼓励美国人购买本国商品、增加政府收入、以及保护农民利益。然而，此时经济危机已蔓延至全球，其他国家作为回应也对美国商品征收报复性关税。结果，国际贸易大幅下降，反而加剧了萧条。
1931年胡佛发表《延债宣言》（Hoover Moratorium），建议各国政府间的债务、赔偿及战债均延期一年偿付，但同时各国欠美国的债务不能取消。由于所接受的赔偿大于应支付之战债，法国等国对这一提案表示反对。最后法美不得不单独达成协议以谋求妥协。但是，宣言并未缓解经济危机。随着其一年期时限的接近，各国开始设法彻底解决一战遗留的债务问题。1932年7月，各有关国家在洛桑签订《洛桑协定》，规定德国在未来37年内支付总额为30亿马克的最终赔款，其中一部分作为国际基金，一部分给美国。会上，英法答应放弃赔款，同时要求美国也相应取消战债。但是，胡佛在1932年11月拒绝了英法取消战债的要求。尽管如此，法英还是于1932年至1933年间相继停止支付战债。另一方面，1933年希特勒上台后更是完全否定了德国的赔款义务。一战债务问题至此也只能不了了之。
1931年，胡佛敦促国内各主要银行成立了一个称为国家信贷公司（National Credit Corporation）的银团组织。胡佛鼓励国家信贷公司的成员银行为小银行提供贷款以防止它们倒闭。但这些大银行并不愿意提供这种贷款；并且，即便是提供，也通常要求借款银行提供最大额度的资产作为抵押。政府很快就认识到国家信贷公司并无力实现建立它的初衷，并迅速被重建金融公司（Reconstruction Finance Corporation）取而代之。国家信贷公司的例子充分说明了胡佛依靠志愿主义来扶持经济的信念。
到1932年，大萧条已经扩展为全球范围的经济危机。在美国，失业率高到24.9%，农业腹地持续干旱，大批企业和家庭拖欠还款，超过五千家银行倒闭。数以万计的美国人因无家可归而聚集起来居住在帐篷搭制的城市营地中。这些流离失所者称这些营地为“胡佛村”（Hooverville），以表达它们对联邦政府未能给予足够援助的不满。对此，胡佛和国会批准了联邦住宅贷款银行法（Federal Home Loan Bank Act），以刺激建设新住房，并减少贷款人的止赎行为。由于之后止赎的减少，这一措施看似取得了效果；但还是作用太小、且来的太晚。
在萧条开始以前，胡佛的首任财长梅隆提议并实施了大规模的减税，其中将最高所得税税率由73%减为24%。萧条开始后，随着居民收入大幅下降，低税率导致联邦预算严重赤字。对增加联邦收入的迫切要求促使国会于1932年通过新的税收法，全面提高了各种税率。其中，最高所得税的税率重新上调为63%，接近1928年之前的水平；不动产税加倍；企业税上浮约15%。此外还新增支票税，规定对所有银行支票另征2美分的附加税。William D. Lastrapes和George Selgin等经济学家认为支票税是导致当时银根严重紧缩的一个重要因素。胡佛还鼓励国会调查纽约证交所，这一压力导致了后者的多项改革。

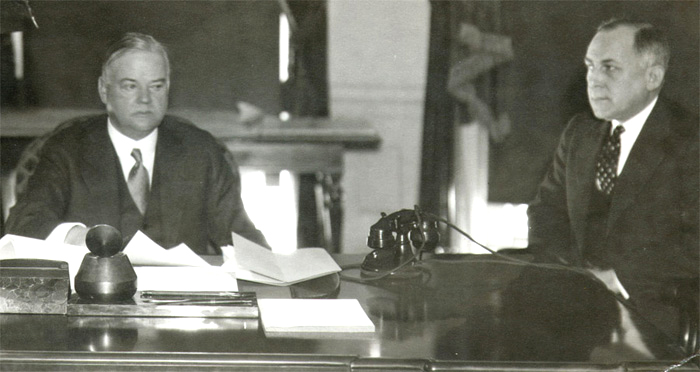
1932年，胡佛与特德·乔斯林在白宫椭圆形办公室

1932年，胡佛政府为拯救经济进行了最后一搏，通过了紧急救济和建设法（Emergency Relief and Construction Act），其中包括为公共建设项目提供资金和成立重建金融公司等内容。重建金融公司的目的是向金融机构、铁路和农民提供政府担保的贷款。这一机构在建立初期并未产生太大效应，但富兰克林·罗斯福保留了其设置，并将其大幅扩大为新政的一部分。
胡佛的增税和干预市场等措施使得自由主义者批评他领导下的美国是中央集权经济体制。富兰克林·罗斯福指责共和党政府开支和征税过多、增加国家债务、提升关税、增设贸易壁垒以及在政府救济上花太多的钱。他还攻击胡佛“鲁莽和过分的”开销，批评其“尽快将控制集中在华盛顿”的想法，称胡佛领导的是“任何历史上的和平时期当中最能花钱的一个政府”。罗斯福的竞选伙伴约翰·南斯·加纳干脆指责共和党是在“引领美国走向社会主义路线”。
但是，就联邦政府的干预力度而言，胡佛的政策比之后新政的措施相形见絀。而且，当胡佛要求国会通过立法时，他反复重申这样的观点：尽管民众不应该挨饿，但救济他们主要应当是地方政府的责任。
新政拥护者、罗斯福智囊团成员雷克斯福德·特格韦尔后来评价道—尽管当时没有人会这么讲—“实际上整个新政就是胡佛所开启之政策的外延。”

#### 酬恤金进军事件
一战期间，参战的美国军人在每人每日1美元的薪金之外，还另加25分做为海外生活补助金。但在战时，这笔薪金并没有发放到他们手中。战后，国会于1924年通过《服役证明修正法》（Adjusted Service Certificate Law），规定美国政府先发给一战老兵一张补助金证书，并承诺所欠薪金在二十年后依当兵日数按每日1美元的比率以现金偿付。但是，由于大萧条导致的经济困难，大批难以糊口的老兵开始要求政府立刻支付应在1945年才支付的薪金。
1932年6月间，包括一战老兵在内的大批请愿者于华盛顿特区聚集并扎营。国会提出支付回家路费以遣散示威者，但只有少数人同意离开。华盛顿警方试图驱散示威人群，但因误杀两名退伍军官而引起更大混乱。胡佛于是调集军队平息骚乱。但是，部队指挥官道格拉斯·麦克阿瑟将军认定骚动实为共产革命，遂决定以武力清场。镇压导致数百名群众受伤。实际上，胡佛事前已明令军队不要进入请愿者营地，但麦克阿瑟未遵守这一命令。胡佛对此深感愤怒，但也拒绝训诫麦克阿瑟。酬恤金进军事件为胡佛的1932年大选增加了新的负面因素。民主党候选人罗斯福甚至因此事件称胡佛是“脑子里一堆浆糊”，雖然他後來當上總統一直到過世也沒有批准他們的請求。

#### 任命最高法院法官
胡佛于任内为最高法院任命了三名法官：
- 查尔斯·埃文斯·休斯（首席大法官） - 1930年
- 欧文·J·罗伯斯 - 1930年
- 本杰明·N·卡多佐 - 1932年

胡佛对民主党人卡多佐的任命打破了党派界限。对此，他解释称自己“是一个古老的信徒，深信最高法院应当有一个强有力的少数派来代表反对党，且应来总是任命那些有经验的法官。当出现空缺时...经认真审议所有可能的民主党法官，立刻认识到卡多佐就是最合适的人选，于是提名了他。”

#### 1932年大选

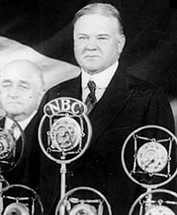
胡佛在1932年大选时发表演说。

尽管胡佛已开始厌倦他的总统生涯，但他还是同意参加1932年大选。这既是为了捍卫荣誉，也是因为胡佛担心如果其他共和党人当选，他们会以更加激进而危险的手段来应对危机。
被提名为共和党总统候选人后，胡佛本打算只作一到两场主要演说，而将其他竞选活动交由代理人马完成。但随着民调显示共和党将遭遇惨败，胡佛同意增加他的公共演说场次。在此后的总共九场演讲中，胡佛主要辩护了本届政府的施政和他的政经哲学。然而胡佛演说的辩护性质，使他无法直接反驳罗斯福对他个人应当为萧条负责的指控。
在进行全国竞选的过程中，胡佛可能面临了史上对现任总统充满最大敌意的民众。他的列车和车队被投掷鸡蛋和烂水果；他的演讲时常被愤怒的听众打断；美國特勤局甚至粉碎了数次不满群众对他的暗杀企图。一次，一个拿着炸药的人在走近胡佛前被制伏；还有一个人破壞了總統專列即將行經的鐵軌。
最终胡佛在1932年大选完败，他只拿到了39.7%的普选票，而罗斯福是57.4%。在48个州中胡佛仅赢了宾夕法尼亚、特拉华等六个州，拿到531张选举人票的59张。民主党除赢得白宫外还控制了参议院，并扩大了在众议院的支配优势。
败选之后，胡佛试图得到罗斯福的帮助以抚慰投资者并合作解决经济问题，但他的建议为罗斯福所拒绝。由于罗斯福的任期要到1933年3月才开始，这就“保证了罗斯福能在胡佛成为全美最遭恨之人的危机氛围内宣誓入职”。

1933年的罗斯福和胡佛，摄于就职日

### 卸任之后
战前
1933年3月4日，胡佛带着些许的苦闷黯然离开了华盛顿。不少选民对他全力以赴的视而不见和对他的激烈抨击令胡佛深感气馁。胡佛一家先是在纽约的一家饭店住了些日子，随后就搬回加州帕罗奥图的家中。
作为退休后的消遣，胡佛喜欢乘车出游，且只和妻子或一名朋友相伴。胡佛常驱车几百或上千英里，尽享旅途的惬意。他走访西部的采矿营地或是小村庄，在那里没人认识这位前总统。他也登攀高山，探寻幽林，或是独自垂钓。钓鱼一直是胡佛的一大乐趣。直到他病逝前一年，胡佛还以自己的垂钓经验为背景出版了一本书，也是他16本书中的最后一本，题为《渔乐人生—洗涤灵魂》（Fishing For Fun — And To Wash Your Soul）。此外，像许久前一样，胡佛又重新参与到一些绅士俱乐部的活动中。
虽然很多朋友和共和黨支持者鼓动胡佛担当“忠实反对派”的代言人来攻击罗斯福的新政，但胡佛在离开白宫后的头几年时间内持续地拒绝了这类要求。胡佛甚至一直到1934年晚些时候都在刻意地避開公共视线的关注。但是，胡佛的低调并未抑止关于这位前总统种种谣言的传播。民主党政客尤其热衷于煽动这类舆论，因为他们发现胡佛实在是最为方便的替罪羊。一则谣言称胡佛试图携价值五百万美元的黄金乘游艇逃亡；还有一则说联邦调查局出于“保护他的人身安全”已把胡佛软禁起来。
胡佛和罗斯福的关系可能是总统关系史上最糟糕的。胡佛从没说过罗斯福什么好话。而罗斯福据称曾在任职期间做过很多针对胡佛的“小动作”，诸如命令从白宫生日会致词者名单中撤掉胡佛，以及把胡佛大坝上提及胡佛的字迹清除。结果，这个大坝在未来很多年内只被官方称作“巨砾大坝”（Boulder Dam）。
1936年胡佛考虑谋求获得共和党总统候选人提名，这样他就可以和罗斯福再次对决。不过，尽管胡佛得到了一些代表的坚决支持，他被提名的希望微乎其微。最后，胡佛公开支持了堪萨斯州州长阿尔夫·兰登，尽管他个人担心兰登过于倾向接受罗斯福的新政。不过，民主党竞选者们完全不把兰登放在眼里，而是继续在他们的演说中攻击胡佛，甚至发出警告说一旦兰登当选，就等于让胡佛在白宫“垂帘听政”。最后，罗斯福轻松击败兰登，赢了48个州中的46个；而民主党在国会选举也是大获全胜。
尽管在这段时间胡佛的声望已止谷底，但局势开始因为一些事件而朝着有利于他的方向进展：罗斯福试图增加最高法院法官人数以增加在司法机构中的话语权，但这一努力不但因为未能在国会通过而奏效，反而削弱了两院对罗斯福新政的支持，并给了反对派攻击他“破坏民主”的把柄。此外，1937年到1938年间，经济形势又经历了一次低潮，这也打破了罗斯福的施政神话。
1940年大选，胡佛再一次成为共和党的可能选项。而且，尽管他在民意测验中居于托马斯·杜威、亚瑟·范登堡、甚至是他的门徒罗伯特·A·塔夫脱之后，胡佛仍然在共和党大会的与会党代表中得到可观的支持。而且当时相信，一旦大会出现僵局，胡佛很有可能作为折衷赢得提名。不过大会最后还是选举温德尔·威尔基为候选人。胡佛仅是义务性地对威尔基给予了支持。但实际上他对于这位候选人是绝望的。这是因为，在胡佛看来，威尔基提出的竞选纲领和罗斯福的新政别无二致，而这样的政策正是胡佛的反对之处。1940年以后，胡佛就再也未曾考虑重新竞选任何公职。
二战
1939年9月第二次世界大战爆发后，胡佛和大多数美国人一样支持美国维持中立，并相信盟军有能力遏制住阿道夫·希特勒的纳粹德国。然而，随着德军很快征服法国并转向对英作战，许多美国人认为英国也时日无多。尽管如此，胡佛还是认为对于美国而言，对德宣战以驰援英国将是愚蠢的。相反，他觉得美国应该致力于巩固自身的防御，而不要插手欧洲的乱局。胡佛提出“美国堡垒”概念，指出有东西两大洋的阻隔，再加上海空军的巡防，美国有能力打退任何攻击。胡佛还公开反对罗斯福的和平期征兵计划、对英租借法案、以及下达给美国海军的对侵扰英美航线之德国潜艇实施“就地攻击”的指令。胡佛认为这些政策是对美国中立的威胁。
1941年6月29日，德国入侵苏联一周后，胡佛在一次广播演讲中抨击了任何美苏之间建立“默契同盟”的想法：
|  | 如果我们去参战并赢得胜利，那么我们赢得的是斯大林在俄国的共产主义统治。...我再说一次，如果我们参战，然后斯大林取胜，那么我们就帮助他在欧洲和全世界强加了更多共产主义政权。至少，我们的夫妇不能对他们的子女说，付出这巨大的牺牲，他们是在让世界复得自由。和斯大林一道为自由而战已远不是闹剧，而是悲剧。 |

但1941年12月7日美国因珍珠港事件参战后，胡佛完全抛弃了对中立的支持，转而为获得最后胜利而呐喊。他向政府提出愿意承担任何必要的工作，但罗斯福政府并未提出这样的要求。
二战结束以后，考虑到胡佛一战结束时的对德交涉经验，杜鲁门总统于1946年选派他前往德国以确认被占领地区的食物供应状况。胡佛乘坐原为纳粹将领戈林所用的火车车厢，访问了西德一些地区。在那里，“德国经济已达一百年来的最低点”。在一篇报告中他这样说：
|  | 有这样一种幻觉，认为经兼并之后的新德国将退化为一个“田园国家”。这不可能，除非我们把这里的两千五百万人民消灭干净或驱逐出去。 |

根据胡佛的提议，1947年4月14日起美英占领区开始实施面向学校的食物配给计划。这一“胡佛膳食”计划（Hooverspeisung）总共为350万六到十八岁德国儿童提供了四万吨食物补给。
战后

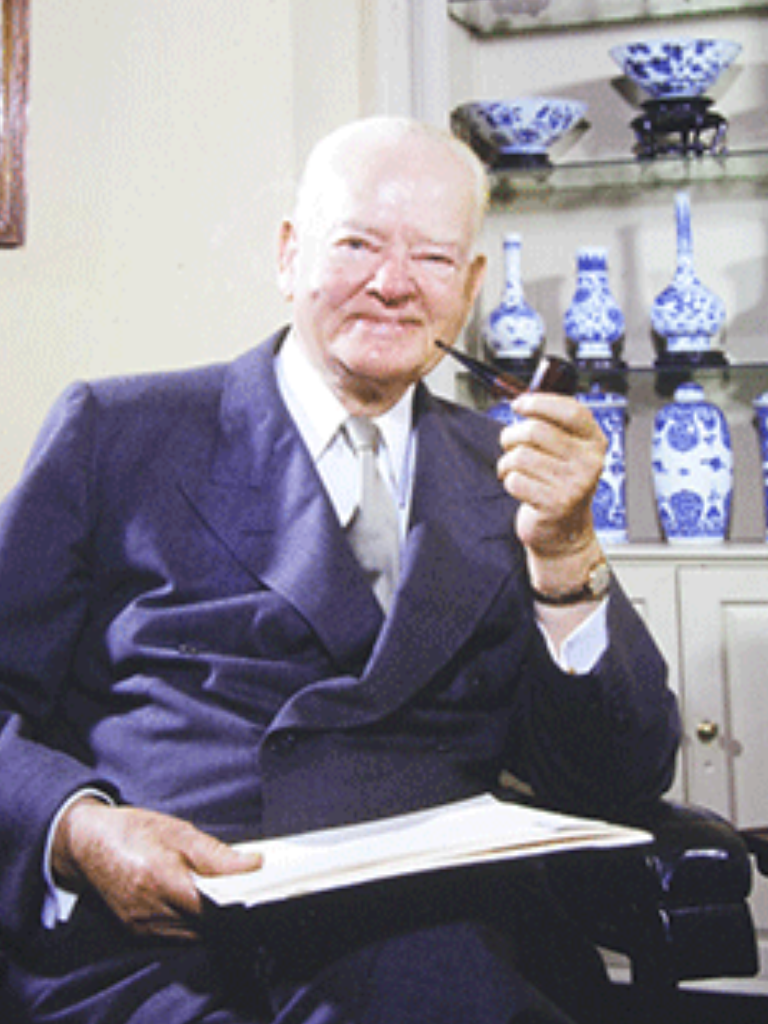
1958年的胡佛

二战结束后，胡佛和杜鲁门私交甚密。胡佛甚至开玩笑说有太多年他们俩是前总统“工会”仅有的两位成员。
1947年，杜鲁门指派胡佛领导一个委员会以重组行政机构。这一委员会于是被称作胡佛委员会（Hoover Commission）。1953年艾森豪威尔总统也任命他领导了另一个类似的委员会。这两个委员会发现了政府部门中存在的许多低效和浪费现象，并提出了改进方案。但令胡佛失望的是，委员会的大部分建议都未被政府采纳。
冷战期间，胡佛作为坚定的反马克思主义者变得更加坦率地反对共产主义。他虽已至耄耋之年，但仍孜孜不倦地忙于他的几项事业，如写作和慈善。胡佛的《伍德罗·威尔逊的苦难》一书在市面上大为畅销，这是历史上第一次由一位总统为另一位总统立传。胡佛亲自为男孩俱乐部组织筹集资金，该组织日后发展为“美国男孩女孩俱乐部”（Boys & Girls Clubs of America），成为令他颇感得意的一项慈善投入。此外，胡佛还管理着胡佛研究所，那里收藏了大量前政府和军队高级雇员的业务文件，当然也包括他自己的在内。
1960年，胡佛最后一次出现在共和党全国代表大会上发表“告别”演说。一直以来一个非公开的说法是，倘邀请一位年事已高的前总统出席全国大会，那么他是不可能活到四年之后的下一次全国大会。自1948年以来，胡佛每一次在全国大会上都作为嘉宾发表“告别”演说，人们相信他很难再撑到下一届，但是胡佛的长寿多少粉碎了这种说法，他自己也开玩笑地对1960年全国大会的代表们说：“显然，我上三次说再见没起作用。”后来，胡佛一直活到了1964年的大会，但是健康条件已不允许他出席。不过，接受提名的巴里·戈德华特在他的接受提名演说中特别提到了胡佛的缺席。
去世
1964年10月20日上午11时35分，胡佛病逝于纽约，享年九十岁。此时，他已经离开白宫31年零7个月，他也是自約翰·亞當斯總統以來第二位長壽的美國總統，亞當斯比他多活了6個月。他的妻子卢早已于1944年离世。他是哈定和柯立芝内阁中最后一位离世的成员。富兰克林·罗斯福夫妇也都分别与1945年和1962年先他而去。胡佛病逝时，他的声望和名誉已经恢复。他在艾奥瓦州的出生地以及在俄勒冈的一个童年住所都已在胡佛有生之年被列为国家历史名胜。他曾在弗吉尼亚修建过一个垂钓营地，并于1933年将其捐给政府，之后这个营地成为谢南多厄国家公园的一部分。美国政府为胡佛举行了国葬，胡佛夫妇葬于位于西布兰奇的赫伯特·胡佛总统图书馆暨博物馆。

## 個人生活

### 婚姻和家庭
1899年胡佛与斯坦福上学时的女友卢·亨利结婚。二人育有二子：小赫伯特·克拉克（Herbert Clark Jr.，1903–1969）和艾伦·亨利（Allan Henry，1907–1993）。
卢·亨利并不像她的前任们那样来到白宫后才开始为人所知。作为当年斯坦福大学班上唯一一个取得了地质学学位的女生，她早已名声在外。尽管卢·亨利从来没有正式从事过她的专业工作，但仍然是一战后新女性的杰出代表：聪慧、刚强，昭示着女性的种种可能。

## 延伸阅读

### 主要资料
- Myers, William Starr and Walter H. Newton, eds. The Hoover Administration; a documented narrative. 1936.
- Hawley, Ellis, ed. Herbert Hoover: Containing the Public Messages, Speeches, and Statements of the President, 4 vols. (1974–1977)
- Hoover, Herbert Clark and Lou Henry Hoover, trans., De Re Metallica, by Agricola, G., The Mining magazine, London, 1912
- De Re Metallica online version （页面存档备份，存于）
- Hoover, Herbert C. The Challenge to Liberty, 1934
- Hoover, Herbert C. Addresses Upon The American Road, 1933-1938, 1938
- Hoover, Herbert C. Addresses Upon The American Road, 1940-41, (1941)
- Hoover, Herbert C. The Problems of Lasting Peace, with Hugh Gibson, 1942
- Hoover, Herbert C. Addresses Upon The American Road, 1945-48, (1949)
- Hoover, Herbert C. Memoirs. New York, 1951–52. 3 vol; v. 1. Years of adventure, 1874–1920; v. 2. The Cabinet and the Presidency, 1920–1933; v. 3. The Great Depression, 1929–1941.
- Dwight M. Miller and Timothy Walch, eds; Herbert Hoover and Franklin D. Roosevelt: A Documentary History. Greenwood Press. 1998.

### 传记
- Best, Gary Dean. The Politics of American Individualism: Herbert Hoover in Transition, 1918-1921 (1975)
- Bornet, Vaughn Davis, An Uncommon President. In: Herbert Hoover Reassessed. (1981), pp. 71–88.
- Burner, David. Herbert Hoover: A Public Life. (1979). one-volume scholarly biography.
- Gelfand, Lawrence E. ed., Herbert Hoover: The Great War and Its Aftermath, 1914-1923 (1979).
- Hatfield, Mark. ed. Herbert Hoover Reassessed (2002).
- Hawley, Ellis. Herbert Hoover as Secretary of Commerce: Studies in New Era Thought and Practice (1981). A major reinterpretation.
- Hawley, Ellis. Herbert Hoover and the Historians (1989).
- Hoff-Wilson, Joan. Herbert Hoover: Forgotten Progressive. (1975). short biography
- Lloyd, Craig. Aggressive Introvert: A Study of Herbert Hoover and Public Relations Management, 1912-1932 (1973).
- Nash, George H. The Life of Herbert Hoover: The Engineer 1874-1914 (1983), the definitive scholarly biography.
  - Life of Herbert Hoover: The Humanitarian, 1914-1917 (1988), vol. 2.
  - The Life of Herbert Hoover: Master of Emergencies, 1917-1918 (1996), vol. 3
- Nash, Lee, ed. Understanding Herbert Hoover: Ten Perspectives (1987).
- Smith, Gene. The Shattered Dream: Herbert Hoover and the Great Depression (1970).
- Smith, Richard Norton. An Uncommon Man: The Triumph of Herbert Hoover, (1987) full-length scholarly biography.
- Walch, Timothy. ed. Uncommon Americans: The Lives and Legacies of Herbert and Lou Henry Hoover Praeger, 2003.
- Wert, Hal Elliott. Hoover, The Fishing President: Portrait of the Private Man and his Life Outdoors (2005). ISBN 978-0-8117-0099-3.

### 学术研究
- Long annotated bibliography via University of Virginia.
- Barber, William J. From New Era to New Deal: Herbert Hoover, the Economists, and American Economic Policy, 1921-1933. (1985).
- Barry, John M. Rising Tide: The Great Mississippi Flood of 1927 and How It Changed America (1998), Hoover played a major role.
- Britten, Thomas A. "Hoover and the Indians: the Case for Continuity in Federal Indian Policy, 1900-1933" Historian 1999 61(3): 518-538. ISSN 0018-2370
- Calder, James D. The Origins and Development of Federal Crime Control Policy: Herbert Hoover's Initiatives Praeger, 1993.
- Carcasson, Martin. "Herbert Hoover and the Presidential Campaign of 1932: the Failure of Apologia" Presidential Studies Quarterly 1998 28(2): 349-365.
- Clements, Kendrick A. Hoover, Conservation, and Consumerism: Engineering the Good Life. U. Press of Kansas, 2000.
- DeConde, Alexander. Herbert Hoover's Latin American Policy. (1951).
- Dodge, Mark M., ed. Herbert Hoover and the Historians. (1989).
- Doenecke, Justus D. "Anti-Interventionism of Herbert Hoover" Journal of Libertarian Studies, Summer 1987, 8(2), pp. 311–340. online version （页面存档备份，存于）
- Fausold, Martin L. The Presidency of Herbert C. Hoover. (1985) standard scholarly overview.
- Fausold Martin L. and George Mazuzan, eds. The Hoover Presidency: A Reappraisal (1974).
- Ferrell, Robert H. American Diplomacy in the Great Depression: Hoover-Stimson Foreign Policy, 1929-1933. (1957).
- Goodman, Mark and Gring, Mark. "The Ideological Fight over Creation of the Federal Radio Commission in 1927" Journalism History 2000 26(3): 117-124.
- Hamilton, David E. From New Day to New Deal: American Farm Policy from Hoover to Roosevelt, 1928-1933. (1991).
- Hart, David M. "Herbert Hoover's Last Laugh: the Enduring Significance of the 'Associative State' in the United States." Journal of Policy History 1998 10(4): 419-444.
- Hawley, Ellis. "Herbert Hoover, the Commerce Secretariat, and the Vision of an 'Associative State,' 1921-1928." Journal of American History 61 (1974): 116-140.
- Houck, Davis W. "Rhetoric as Currency: Herbert Hoover and the 1929 Stock Market Crash" Rhetoric & Public Affairs 2000 3(2): 155-181. ISSN 1094-8392
- Hutchison, Janet. "Building for Babbitt: the State and the Suburban Home Ideal" Journal of Policy History 1997 9(2): 184-210
- Lichtman, Allan J. Prejudice and the Old Politics: The Presidential Election of 1928 (1979).
- Lisio, Donald J. The President and Protest: Hoover, MacArthur, and the Bonus Riot, 2d ed. (1994).
- Lisio, Donald J. Hoover, Blacks, and Lily-whites: A Study of Southern Strategies (1985)
- Malin, James C. The United States after the World War. 1930. extensive coverage of Hoover's Commerce Dept. policies
- Olson, James S. Herbert Hoover and the Reconstruction Finance Corporation, 1931-1933 (1977).
- Robinson, Edgar Eugene and Vaughn Davis Bornet. Herbert Hoover: President of the United States. (1976).
- Romasco, Albert U. The Poverty of Abundance: Hoover, the Nation, the Depression (1965).
- Schwarz, Jordan A. The Interregnum of Despair: Hoover, Congress, and the Depression. (1970). Hostile to Hoover.
- Stoff, Michael B. "Herbert Hoover: 1929-1933." The American Presidency: The Authoritative Reference. New York, New York: Houghton Mifflin Company (2004), 332-343.
- Sobel, Robert Herbert Hoover and the Onset of the Great Depression 1929-1930 (1975).
- Tracey, Kathleen. Herbert Hoover—A Bibliography.  His Writings and Addresses (1977).
- Wilbur, Ray Lyman, and Arthur Mastick Hyde. The Hoover Policies. (1937). In depth description of his administration by two cabinet members.
- Wueschner, Silvano A. Charting Twentieth-Century Monetary Policy: Herbert Hoover and Benjamin Strong, 1917-1927. Greenwood, 1999.

| 美国政治职务         | 美国政治职务            | 美国政治职务                  |
| -------------------- | ----------------------- | ----------------------------- |
| 前任： 卡尔文·柯立芝 | 美国总统 1929年－1933年 | 繼任： 富兰克林·德拉诺·罗斯福 |